# Nuoto artistico ai III Giochi europei
Le gare di nuoto artistico ai III Giochi europei sono state disputate dal 21 al 25 giugno 2023 presso l'Aquatics Centre di Oświęcim. Il programma prevedeva otto eventi, sette femminili ed uno misto.

## Calendario
| Data           | Ora (UTC+2) | Evento                            |
| -------------- | ----------- | --------------------------------- |
| 21 giugno 2023 | 09:00       | Preliminari duo libero            |
| 21 giugno 2023 | 15:00       | Preliminari squadre libero        |
| 22 giugno 2023 | 10:00       | Finale duo misto tecnico          |
| 22 giugno 2023 | 18:00       | Finale duo tecnico                |
| 23 giugno 2023 | 10:00       | Finale libero combinato a squadre |
| 23 giugno 2023 | 18:00       | Finale tecnico a squadre          |
| 24 giugno 2023 | 10:00       | Finale acrobatic routine          |
| 24 giugno 2023 | 17:00       | Finale duo libero                 |
| 24 giugno 2023 | 20:00       | Finale duo misto libero           |
| 25 giugno 2023 | 10:00       | Finale libero a squadre           |

## Podi
| Evento                     | Oro | Punti    | Argento | Punti    | Bronzo | Punti    |
| -------------------------- | --- | -------- | --- | -------- | --- | -------- |
| Duo                        | |          | |          | |          |
| Programma tecnico          | Austria Anna-Maria Alexandri Eirini-Marina Alexandri | 266.4584 | Paesi Bassi Bregje de Brouwer Marloes Steenbeek | 248.4283 | Grecia Sofia Malkogeorgou Evangelia Platanioti | 245.6899 |
| Programma libero           | Austria Anna-Maria Alexandri Eirini-Marina Alexandri | 255.9501 | Ucraina Maryna Aleksiïva Vladyslava Aleksiïva | 232.8438 | Gran Bretagna Kate Shortman Isabelle Thorpe | 223.5084 |
| Duo misto                  | |          | |          | |          |
| Programma tecnico          | Italia Giorgio Minisini Lucrezia Ruggiero | 242.3599 | Spagna Emma García Dennis Gonzalez Boneu | 216.5867 | Gran Bretagna Beatrice Lennon Crass Ranjuo Charles Tomblin | 203.4916 |
| Programma libero           | Spagna Emma García Dennis Gonzalez Boneu | 210.3918 | Italia Giorgio Minisini Lucrezia Ruggiero | 171.9874 | Gran Bretagna Beatrice Lennon Crass Ranjuo Charles Tomblin | 163.9688 |
| Squadre                    | |          | |          | |          |
| Programma tecnico          | Spagna Cristina Arámbula Marina García Polo Meritxell Mas Alisa Ozhogina Paula Ramírez Sara Saldaña Iris Tió Casas Blanca Toledano                                       | 278.4066 | Italia Linda Cerruti Marta Iacoacci Sofia Mastroianni Enrica Piccoli Lucrezia Ruggiero Isotta Sportelli Giulia Vernice Francesca Zunino                                                        | 249.1145 | Francia Laelys Alavez Anastasija Bajandina Ambre Esnault Mayssa Guermoud Romane Lunel Eve Planeix Charlotte Tremble Laura Tremble                                            | 242.6716 |
| Programma libero           | Spagna Cristina Arámbula Berta Ferreras Marina García Polo Meritxell Mas Alisa Ozhogina Paula Ramírez Sara Saldaña Iris Tió Casas Blanca Toledano                        | 261.6374 | Italia Linda Cerruti Marta Iacoacci Sofia Mastroianni Giorgio Minisini Enrica Piccoli Carmen Rocchino Isotta Sportelli Francesca Zunino Lucrezia Ruggiero Giulia Vernice                       | 253.4709 | Israele Eden Blecher Shelly Bobritsky Maya Dorf Noy Gazala Catherine Kunin Aya Mazor Nikol Nahshonov Ariel Nassee Neta Rubichek Shani Sharaizin                              | 243.6001 |
| Programma libero combinato | Israele Eden Blecher Shelly Bobritsky Maya Dorf Noy Gazala Catherine Kunin Aya Mazor Nikol Nahshonov Ariel Nassee Neta Rubichek Shani Sharaizin Shaya Sar Shalom Nechmad | 248.6083 | Germania Klara Bleyer Amelie Blumenthal Haz Marlene Bojer Maria Denisov Solene Guisard Daria Martens Susana Rovner Frithjof Seidel Daria Tonn Michelle Zimmer                                  | 163.3205 | Turchia Derin Aralp Duru Kanberoğlu Ayda Salepcioğlu Ece Sokullu Nil Talu Selin Telci Ece Üngör Dila Yıldız Esmanur Yirmibeş Isra Yuksel Melek Andreea Akay Cansın Kütüçoğlu | 135.7999 |
| Acrobatic routine          | Francia Anastasija Bajandina Ambre Esnault Mayssa Guermoud Claudia Janvier Romane Lunel Eve Planeix Charlotte Tremble Laura Tremble Manon Disbeaux Laura Gonzalez        | 214.2833 | Ucraina Maryna Aleksiïva Vladyslava Aleksiïva Marta Fjedina Veronika Hryško Daria Moshynska Anhelina Ovčynnikova Anastasija Šmonina Valerija Tyščenko Olesia Derevianchenko Sofiia Matsiievska | 208.9800 | Italia Linda Cerruti Marta Iacoacci Sofia Mastroianni Giorgio Minisini Enrica Piccoli Carmen Rocchino Isotta Sportelli Francesca Zunino Lucrezia Ruggiero Giulia Vernice     | 201.9900 |

## Medagliere
| Pos.   | Paese         | Oro | Argento | Bronzo | Totale |
| ------ | ------------- | --- | ------- | ------ | ------ |
| 1      | Spagna        | 3   | 1       | 0      | 4      |
| 2      | Austria       | 2   | 0       | 0      | 2      |
| 3      | Italia        | 1   | 3       | 1      | 5      |
| 4      | Francia       | 1   | 0       | 1      | 1      |
| 4      | Israele       | 1   | 0       | 1      | 1      |
| 6      | Ucraina       | 0   | 2       | 0      | 2      |
| 7      | Germania      | 0   | 1       | 0      | 1      |
| 7      | Paesi Bassi   | 0   | 1       | 0      | 1      |
| 9      | Gran Bretagna | 0   | 0       | 3      | 3      |
| 10     | Grecia        | 0   | 0       | 1      | 1      |
| 10     | Turchia       | 0   | 0       | 1      | 1      |
| Totale | Totale        | 8   | 8       | 8      | 24     |